# Simca F594
De Simca F594 was een vrachtwagen van Simca gemaakt voor het Franse leger. Het voertuig kwam in vijftiger jaren van de 20e eeuw in dienst en de productie is tot begin zestiger jaren doorgegaan.

## Geschiedenis
Simca had na de Tweede Wereldoorlog de activiteiten overgenomen van Unic en in 1954 volgde Matford, de Franse activiteiten van Ford Motor Company. Deze laatste had ook civiele vrachtwagens op de markt gebracht. De civiele Ford F59WM kreeg aandrijving op de voorwielen en een reductiebak waardoor deze geschikt was voor militaire doeleinden. De voormalige Unic fabriek in Suresnes was verantwoordelijk voor de productie.

## Beschrijving
De vrachtwagen had een normale opbouw. De motor was voorin geplaatst en de bestuurderscabine bood plaats aan twee personen. De cabine was deels van staal en alleen het dak was van Canvas en deze kon gemakkelijk verwijderd worden. De voorruit was neerklapbaar en rustte op de motorkap waardoor de hoogte van het voertuig werd verlaagd.
Het voertuig kreeg de Simca F6 CWM benzinemotor. Deze V8 motor leverde een vermogen van 85 pk bij 2900 toeren per minuut. Een andere bron geeft een vermogen van 100 pk bij 3800 toeren per minuut. De versnellingsbak had 4 versnellingen voor- en 1 achteruit. Door de installatie van een extra reductiebak konden de versnellingen in hoge- als lage gearing gebruikt worden (4F1Rx2). Alle wielen werden aangedreven (4x4). Met een brandstoftank inhoud van 120 liter lag het bereik op zo’n 500 kilometer.
Op de weg lag het maximum laadvermogen op 5 ton en in het terrein was dit 3 ton. Een aanhangwagen met een totaal gewicht van 4 ton kon worden meegenomen bij wegtransport, maar dit werd gehalveerd bij het rijden door terrein. Door banken in het laadruim te plaatsen konden ook militairen worden vervoerd. De laadruimte werd afgedekt met een canvas huif, maar varianten met een vaste opbouw zijn ook gemaakt. Deze werden gebruikt als mobiele werkplaats, bureauwagen of als commandovoertuig.
Van deze Simca zijn twee versies gemaakt, met een 3,6 meter lange wielbasis (WML) en een kortere variant van 3,0 meter (WMC). Deze laatste werd gebruikt voor varianten als de kiepwagen, bergingsvoertuig of tankwagen.